# Islandia en los Juegos Paralímpicos de Arnhem 1980
Islandia estuvo representada en los Juegos Paralímpicos de Arnhem 1980 por doce deportistas, ocho hombres y cuatro mujeres.

## Medallistas
El equipo paralímpico islandés obtuvo las siguientes medallas:
| Nombre         | Deporte      | Evento                      |
| -------------- | ------------ | --------------------------- |
| Oro            |              |                             |
| S. Karlsdottir | Natación     | 50 m braza E1 femenino      |
| Plata          |              |                             |
| —              |              |                             |
| Bronce         |              |                             |
| Jonas Oskarson | Halterofilia | –75 kg amputación masculino |